# Монаштво
Монаштво (стгрч.  [] — монахос — „самотник“) је начин живота посвећен искључиво духовности (молитви, контемплацији и подвижништву) у потпуном повлачењу од света. Све велике светске религије имају неку врсту монашке традиције.
Неки од назива за монаха су: редовник (који припада монашком реду), калуђер (грч. καλόγερος kalógeros — „добри старац“; назив кориштен у Византији за старе монахе) и црноризац (стсл. чръноризьць; по црној одежди коју носи), чрнци... док је назив за мирјане, световњаке био бјелци. Иван Јастребов цитира Хрисовуљу цара Душана по којој световњацима није дозвољено да живе у манастиру заједно с монасима: „Дворјане бјелци да не стое у двор, но да им се да стан изван манастира”.
Место на коме монаси заједнички живе се назива манастир (или монастир).

## Будистичко монаштво
Санга је будистичка монашка заједница коју је основао лично Готама Буда, оснивач будизма. Реч сангха на палију значи „скупштина“ или „сабор“ и тај термин је у Будино време коришћен за окупљања на којима су племенски савези разматрали своје послове.
Чланови сангхе су постајали они који прихватају дхаму, напусте породични живот и постану лутајући просјаци (бхикуи). Бхику је био познат и као пабађака, онај ко је отишао (види: отшелник). Прелазак са луталачког живота на уређене монашке заједнице изгледа је био повезан са праксом заједничког окупљања луталица током три месеца монсунских киша (од јула до септембра) у јавним склоништима.
Припаднику сангхе било је допуштено поседовање тек најпотребнијих личних предмета: одоре и зделе за милодаре (у коју је примао храну); то су била спољашња обележја његовог посвећеног верског живота, по којима се разликовао од обичних луталица; поред тога било му је допуштено да има и иглу (за крпљење одоре), бројанице (за медитацију), бријач за бријање главе, и филтер за цеђење питке воде, како би спасао животе свих ситних инсеката који могу да се задесе у њој.
Правила и прописи у погледу уређења и живота сангхе чине Винају, или дисциплину; та правила су прикупљена у традиционалном спису познатом као Винаја-питака. До првих неслагања у оквиру сангхе дошло је око кршења монашке дисциплине, што је било повод за одржавање два будистичка сабора: њихов исход огледао се у одвајању махасангхика од стхавира у сангхи. Данас је у земљама тераваде сангха подељена у више школа (никаја).
Сангха има важну улогу у друштву будистичких земаља, која се заснива на узајамним односима између монаха и световњака. Први су чувари и преносиоци Будиног учења (дхаме) и учитељи световњака; други се, заузврат, старају о њиховим материјалним потребама снабдевајући их храном, одећом и подижући им манастирска здања.
У неким теравадинским земљама присутан је обичај да дечаци проведу неколико година у сангхи пре но што достигну пунолетство; они који то чине стичу већи углед од других, који не упражњавају ову праксу. Такво краткотрајно приступање сангхи често се предузима током три месеца Васе, кишног раздобља, или „будистичког Великог поста“.

## Хришћанско монаштво
Хришћанско монаштво се ослања на она Исусова учења која саветују сиромаштво, целибат и потпуно посвећивање Богу. Монастицизам у хришћанству укључује издвајање од друштва, испосништво, физички рад, молитву, читање Светог писма и трагање за савршенством у мистичком искуству.
Главни мото монаштва је љубав, према Богу више него према ичему другом. Монаси на своје спасење не мисле из егоистичних побуда, него из љубави према Богу. Душа човечија припада Творцу, и подвижник хоће да је Богу ода у достојном стању.

### Историја хришћанског монаштва
У периоду раног хришћанства није било манастира нити монаштва. Или, како неки сматрају, сви хришћани су били монаси јер су себи постављали оне моралне задатке (све осим целибата) који ће касније постати задаци првенствено монаштва. Промене које су се збиле крајем 3. века прихватањем хришћанства за званичну религију Римског царства, састојале су се у мењању хијерархије вредности и постепеном подређивању вере практичном животу, а монаштво се јавило као реакција на ту промену. Пошто се Црква увећавала по чланству, све је више проницао у њу светски, хришћанству туђ дух. То је почело да оптерећује најревносније хришћане, који нису хтели да посветове Цркву, већ су почели да кидају спољну везу са светом.
Монашки покрет је настао у Нитријској пустињи у Египту крајем 3. и почетком 4. века, а његови оснивачи су били хришћански Копти и египатски Грци. Оцима монаштва се сматрају свети Антоније Велики, Павле Тивејски, свети Пахомије и Ава Амон. Антоније се сматра оснивачем отшелничког монаштва, а Пахомије манастирског општежитија. Збирке изрека славних пустињских отаца и приче о њиховим животима су поставили основне норме монаштва. Из Египта се монаштво брзо проширило у Палестину, Сирију, Месопотамију, Малу Азију и даље у Италију. Монаштво није започело као установа или институција Цркве, већ је било стихијна и спорадична појава. Монаштво је започело као лаички и приватан покрет, а оснивачи монаштва нису имали чинове у црквеној јерархији, сматрајући да је то неспојиво с монашким звањем. У монашким заједницама Истока је постојала јака тежња ка напуштању световних добара. Манастири су у почетку од стране црквених и световних власти сматрани за појаву која делује изван званичних институција и постојала је тензија између црквеног клера и монашких заједница.
Монашке заједнице, које су се развиле од пустињских отаца, су током 4. и 5. века преплавиле урбане центре Истока, посебно Константинопољ и Антиохију. Ови „слободни“ монаси нису потпадали под било какав вид црквеног или епископалног надзора, већ су лутали улицама упражњавајући нерад, проповедајући, па чак и шиканирајући људе. Црква је реаговала тако што је осудила овакав начин живота као месалијанску јерес, чиме су успостављени темељи традиционалног облика монаштва који се развио у средњем веку, са манастирима и њиховим старешинама (игуманима, опатима). Настанком кеновијског (или ценобитског) облика монаштва, општим монашким правилима је додато и покоравање старешини. Али поједини подвижници су одлазили и из манастирских заједница, зато што су општежитељни манастири ипак живели у додиру са светом. То су били отшелници, пустињаци, анахорете, столпници, затворници. Међутим, без обзира ли су живели осамљено или у заједници, монаси су тежили да задобију врлину понизности, која је значила одвајање од световних жеља и губитак егоцентричног погледа на свет.
Иако заповест о сталној молитви није у хришћанству била нешто ново, била је нова идеја молитве као јединог садржаја живота, ради чега је било потребно издвајање од света и свих његових обавеза. Анахореза (издвајање) је била основна новина монаштва, појава у животу Цркве која није имала преседана. Монаштво настаје из искуства неуспеха, из немогућности да се помире два става хришћанске антиномије - „не од овога света“ и „у свету овоме“. Одатле и „анахореза“, одлазак из света, повлачење у пустињу или манастир, повлачење физичке границе између себе и света. Ипак, временом долази до повратка монаштва у црквену заједницу и постепено прерастање у црквену институцију. Тај процес се изражавао и у физичком враћању монаштва, то јест подизању манастира и у градовима, у самом центру „света“.

### Видови хришћанског монаштва
У току историје, хришћанско монаштво се развијало у два облика:
- анахоретско монаштво (гр. αναηοπειν - отићи, удаљити се), пустињско односно потпуно усамљено повлачење од света.
- киновијско монаштво (гр. κοινος + βιος, coenobium) у општежитију, то јест у организованој заједници или манастиру.

По узору на јерусалимску цркву, киновијско монаштво основао је свети Пахомије у 4. веку у Горњем Нилу. Нешто касније и свети Василије Велики написао је Велика и Мала правила на темељу којих су уређивани византијски манастири. Монаси живе у својим ћелијама, али се заједнички моле и обедују. Монах мора упражњавати три завета: послушност, сиромаштво и девственост (целибат).
Манастира има мушких и женских. У православном хришћанству нема разлике између мушких и женских манастира. Православни монаси и монахиње воде једнак духовни живот. Православно монаштво нема монашких редова, као у римокатоличкој цркви. Богомајка се сматра заштитницом монаха.
Највећа монашка заједница налази се на Светој гори. Тамо је 20 манастира под директном јурисдикцијом Васељенског патријарха. Поред манастира на Светој гори постоји и велики број скитова и монаха отшелника.

### Православно монаштво
У православној цркви, монаштво постоји у три степена; први степен је расофорни монах, други су малосхимници и трећи великосхимници, што је највиши степен монаштва.
Данас је пракса (доминантна већ близу миленијума) да се искључиво из монашког реда се бирају епископи. Дакле, нико ко није јеромонах, тј. архимандрит, не може да буде рукоположен за епископа. Мада, канонско право Цркве о томе не говори тако. Оно само истиче да кандидат за епископа нема жену, тако да, по канонском праву, и целибатни свештеници, па и удови свештеници могли би да буду изабрани за епископе, уколико су тога достојни, и ако су такве потребе Цркве.
Јерођакон је ђакон монашког чина.
Јеромонахом се назива свештеник монашког чина; то је за свештеника посвећени монах, односно свештеник-калуђер. По благослову локалног епископа они имају право да врше Свете тајне.
Синђел је грчка реч која значи саобитатељ, онај који живи уз неког. То је монах који живи уз епископа или патријарха, као сарадник и као сведок његовог непорочног живота. Синђели су у старим временима имали веома велики значај, постојала је и титула протосинђела и често су били кандидати са највише изгледа приликом избора новог епископа те области или патријарха.
Архимандрит, начелник манастира, има право ношења напрсног крста. Код нас се чин архимандрита додељује најзаслужнијим игуманима, уваженим духовницима из монашког реда и старим ревносним јеромонасима.
Игуман је настојатељ манастира, онај који о свему брине и организује живот у манастиру. То може да буде и јеромонах, и синђел (протосинђел), и архимандрит. Игуман је дужност, а не чин.
За монахе је заједнички и код нас уобичајен назив калуђер, што значи: добар старац.
У женском монаштву највиши чин је игуманија. За изузетне подвиге и ревновање игуманији се додељује посебно признање, а то је ношење напрсног крста.